# ای.آی. بزریدس
ای.آی. بزریدس (انگلیسی: Albert Isaac Bezzerides؛ ‏ ۹ اوت ۱۹۰۸ – ۱ ژانویهٔ ۲۰۰۷) رمان‌نویس، فیلم‌نامه‌نویس ارمنی‌تبار اهل ایالات متحده آمریکا بود.

## گزیده فیلمشناسی
- مرگبار ببوس مرا (۱۹۵۵)
- خشم صحرا (۱۹۴۷)
- سیروکو (فیلم) (۱۹۵۱)
- گلوله‌ای برای جوئی (۱۹۵۵)